# Tsiately
Tsiately est une commune urbaine malgache située dans la partie centre-est de la région d'Atsimo-Atsinanana.